# Alurnus lansbergei
Alurnus lansbergei es un coleóptero de la familia Chrysomelidae.
Fue descrita científicamente por primera vez en 1849 por Sallé.